# ナッシュビル (京都)
ライヴ・スポット・ナッシュビル（Country Music Live Spot Nashville）とは1967年に武田永吉を中心に京都にオープンしたカントリー&ウェスタンとエルヴィス・プレスリーを中心とした京都を代表する老舗ライヴハウスである。
同時にハウス・バンド、ナッシュビルファイブを結成した。

## 概要
京都府京都市中京区に位置する。ハウス・バンドを中心に演奏が行われるが、バンド出演も申請しだいでは可能。ハウス・バンドは音楽に精通した一流のメンバーによって成り立っている。まれに有名人が来店することもあり（後述）、そのとき居合わせた客は非常にラッキー。

## ナッシュビルファイブ
ナッシュビルファイブ結成と同時にナッシュビルがオープンした。由来は当時の結成メンバーが5人であったことから。現在の実質なメンバーは9人である。

## ナッシュビルファイブのプロフィール
- 1967年 - 武田3兄弟を中心にナッシュビルファイブ結成。メンバーは5人だった…らしい。
- 1974年 - 京都円山宵々山コンサートに出演。
- 1974年 - リード・ギター、千田俊一郎が加入。
- 1979年 - 森元隆がリズム・ギターとして加入。後にベースを担当。
- 1985年 - 石橋弘之がヴォーカル、ギターとして加入。
- 1985年 - 大橋圭太がギターとして加入。
- 1985年 - エルヴィス・プレスリーのナンバーをレパートリーに加える。
- 2000年 - 石橋泰之がドラムスとして加入。
- 2001年 - 京都OPRYに出演。
- 2001年 - MAMIがピアノ、キーボード、ヴォーカルとして加入。
- 2005年 - 永田達朗がヴォーカルとして加入。主にエルヴィス・ナンバー担当。
- 2006年2月 - 京都OPRYに再出演。
- 2006年4月 - ハンク佐々木とナッシュビルで競演。
- 2006年11月 - ハンク佐々木と再競演。
- 2007年2月 - 京都OPRYに再出演。
- 2007年7月 - 大阪ブルーノートで開催された「BAND LIFE 2007」に出演。

## メンバー
- 武田永吉…ナッシュビルのマスターであり、ナッシュビルファイブのリーダー。ペダル・スティール・ギターを担当。ほかにギターやミキサーを兼任。
- 武田永信…マスターの兄でヴォーカル担当。
- 石橋弘之…ヴォーカルとギター担当。主にテレキャスター・シンラインを使用。
- 千田俊一郎…ギター担当。自分でピンク・ペイズリーにリフィニッシュした69年テレキャスターを使用。ジャズマスターと使い分ける。その他、ES-335、G-6122、ギブソン・カントリー・ジェントルマンなどを使う。
- 森元隆…ベース担当。'72年製のジャズベースを使用。リクエストがあればウッドベースも弾く。
- 大橋圭太…リズム・ギター、マンドリン、MC担当。
- 石橋泰之…ドラムス担当。変則的なサイズのドラムを使用。ヤマハ Maple Customを使用。
- MAMI…ピアノ、キーボード、ヴォーカル担当。唯一の女性メンバー。
- 永田達朗…ヴォーカル。主にエルヴィスを担当。

## ドラムセット
メイプル・カスタム・シリーズのドラムを使用。カラーはターコイズ・メイプル。
- トムトム…10インチ、12インチ・14インチ（チューニングの際、サイズの違いによる音程感を求めて）
- フロアタム…16インチ
- バスドラム…20インチ（一般的な22インチでないのは、ナッシュビルの中で締まったタイトなサウンドを欲したから）
- スネア…ソナー製の7&3/4インチ（実はこれはBASSの森元さんのもの。）
- シンバル…ジルジャンとセイビアン

## 施設概要
以前に水槽が設けられていたため、フロア中心にその名残がある。ステージ裏に楽屋がある。アンプはほとんどがフェンダー製だが、全てに千田俊一郎の手が入っている。

## 来店した有名人
バディ・エモンズ、チャーリー・プライド、五十川清（元メンバー）ジェリーバード　D、スコッティー、リロイ、マッコイ　
川上じゅん、ハンク佐々木など。